# Амброзия (салат)
Амброзия (англ. Ambrosia) — американский фруктовый салат, происходящий из южных штатов США. Большинство рецептов амброзии содержат консервированные (часто подслащенные) или свежие ананасы, консервированные дольки мандарина или свежие апельсиновые дольки, миниатюрные маршмеллоу и кокос.  Другие ингредиенты могут включать различные фрукты и орехи: вишни мараскино, бананы, клубнику, очищенный виноград или измельченные орехи пекан. Амброзия также может включать майонез или молочные ингредиенты: взбитые сливки (или взбитую начинку), сметану, сливочный сыр, пудинг, йогурт или творог.
Салат охлаждают в течение нескольких часов или ночи перед подачей, чтобы вкусы смешались.
В Новой Зеландии амброзия относится к похожему блюду, приготовленному из взбитых сливок, йогурта, свежих, консервированных или замороженных ягод и шоколадной крошки или зефира, свободно смешанных в пудинг.
Самое раннее известное упоминание о салате содержится в кулинарной книге Dixie Cookery 1867 года Марии Мэсси Барринджер. Название отсылает к еде греческих богов.